# Listă de fluvii din Canada
==Fluvii și râuri din Canada==

### Fluvii și râuri dinAlberta
Alkali Creek, Amisk River, Râul Athabasca, Battle River, Bearberry Creek, Beaver River, Belly River, Berland River, Berry Creek, Birch River, Blackmud River, Blindman River, Bow River, Brazeau River, Brown Creek, Castle River, Cataract Creek, Chinchaga River, Christina River, Clear River, Clearwater River, Cold River, Crowfoot Creek, Cutbank River, Deep Valley Creek, Drywood Creek, East Prairie River, Elbow River, Firebag River, Fish Creek, Freeman River, Gold Creek, Groat Creek, Gros Ventre Creek, Hangingstone River, Hay River, Haynes Creek, Heart River, Highwood River, Hines Creek, House River, Iron Creek, Jackpine Creek, James River, Jumpingpound Creek, Kakwa River, Keg River, Kneehills Creek, Lafond Creek, Lee Creek, Lesser Slave River, Little Bow River, Little Paddle River, Little Red Deer River, Little Smoky River, Logan River, Mackay River, Manyberries Creek, Matzhiwin Creek, McLeod River, Medicine River, Michichi Creek, Miette River, Milk River, Monitor Creek, Mosquito Creek, Muskeg River, Nordegg River, North Ram River, North Saskatchewan River, Oldman River, Onetree Creek, Owl River, Paddle River, Parlby Creek, Peace River, Peigan Creek, Pembina River, Pinto Creek, Pipestone Creek, Pony Creek, Ram River, Raven River, Red Deer River, Redwillow River, Renwick Creek, Richardson River, Rose Creek, Rosebud River, Ross Creek, Saddle River, Sage Creek, St. Mary River, Sand River, Sawridge Creek, Sheep River, Simonette River, Râul Sclavilor, Smoky River, Sounding Creek, Sousa Creek, South Heart River, South Saskatchewan River, Steen River, Steepbank River, Stimson Creek, Strawberry Creek, Stretton Creek, Sturgeon River, Swan River, Threepoint Creek, Twelve Mile Creek, Vermilion River, Wabasca River, Wabash Creek, Waiparous Creek, Wandering River, Wapiti River, Waskahigan River, Waterton River, West Prairie River, Whitemud Creek, Whitemud River, Wildhay River, Willow Creek, Wolf Creek, Wolf River

### Fluvii și râuri dinColumbia Britanică
Akie River, Alouette River, Atnarko River, Ayton Creek, Barriere River, Beaver River, Bella Coola River, Big Creek, Blue River, Bonaparte River, Bridge River, Browns River, Bulkley River, Bull River, Camp Creek, Capilano River, Carnation Creek, Cayoosh Creek, Cedar Creek, Chase Creek, Cheakamus River, Chemainus River, Chilcotin River, Chilko River, Chilliwack River, Clearwater River, Clowhom River, Coldstream Creek, Coldwater River, Columbia, Coquihalla River, Coquitlam River, Cowichan River, Dean River, Duncan River, Eagle River, Eastcap Creek, Ecstall River, Elaho River, Elk River, Englishman River, Eutsuk River, Exchamsiks River, Farrell Creek, Finlay River, Fitzsimmons Creek, Fraser River, Gold River, Goldstream River, Granby River, Halfway River, Harris Creek, Harrison River, Heber River, Homathko River, Horsefly River, Hurley River, Illecillewaet River, Ingenika River, Iskut River, Jamieson Creek, Karsiks River, Kemano River, Kicking Horse River, Kispiox River, Kitimat River, Kitlope River, Klinaklini River, Kluane River, Kootenay River, Kwinitsa River, Peace River, Liard River, Lillooet River, McGregor River, Mesilinka River, Mission Creek, Moberly River, Nanaimo River, Nass River, Nation River, Nechako River, Nicola River, Nicomekl River, Nithi River, Norrish Creek, North Thompson River, Okanagan River, Omineca River, Osilinka River, Ospika River, Oyster River, Pack River, Parsnip River, Peace River, Penfold Creek, Piggott Creek, Pine River, Pugh Creek, Quesnel River, Quinsam River, Salloomt River, Salmo River, Salmon River, Seymour River, Shuswap River, Similkameen River, Skagit River, Skeena River, Slesse Creek, Slocan River, Snake River, South Thompson River, Squamish River, Stave River, Stikine River, Swift River, Theodosia River, Thompson River, Toad Creek, Tofino Creek, Tsolum River, Tulameen River, Vaseux Creek, Vernon Creek, Watt Creek, Whiteman Creek, Yakoun River

### Fluvii și râuri dinManitoba
Angling River, Antler River, Arrow River, Assiniboine River, Aux Marais, Badger Creek, Big Grass River, Birch River, Bird River, Birdtail Creek, Bloodvein River, Boyne River, Brokenhead River, Buffalo Creek, Burntwood River, Carrot River, Churchill River, Conjuring Creek, Cooks Creek, Cypress Creek, Cypress River, Dauphin River, Deadhorse Creek, Deer River, Devils Creek, Elgin Creek, Elm Creek, Epinette Creek, Fairford River, Fisher River, Gainsborough Creek, Garland River, Gauer River, Gopher Creek, Graham Creek, Grass River, Grassmere Creek, Gunisao River, Hayes River, Icelandic River, Joubert Creek, Kettle River, La Salle River, Limestone River, Little Beaver River, Little Churchill River, Little Morris River, Little Saskatchewan River, Little Souris River, Long River, Marsh River, McKinnon Creek, Medora Creek, Mink Creek, Morris River, Mossy River, Mowbray Creek, Nelson, Netley Creek, North Duck River, Oak Creek, Oak River, Ochre River, Odei River, Overflowing River, Pelican Creek, Pembina River, Pine Creek, Pipestone Creek, Plum Creek, Rat River, Red River, Roaring River, Rolling River, Roseau River, Roseisle Creek, Sapochi River, Saskatchewan, Scissor Creek, Seal River, Seine River, Shannon Creek, Shell River, Silver Creek, Snowflake Creek, Souris River, South Tobacco Creek, Sturgeon Creek, Swan River, Taylor River, Tobacco Creek, Tourond Creek, Turtle River, Valley River, Vermilion River, Waskada Creek, Waterhen River, Weir River, Whitemouth River, Whitemud River, Whiteshell River, Wilson River, Winnipeg River, Woody River

### Fluvii și râuri dinNew Brunswick
Anagance River, Aroostook River, Barnaby River, Bartibogue River, Bartholomew River, Becaguimec Stream, Big Presque Isle Stream, Big Tracadie River, Black River, Canaan River, Cains River, Caraquet, Coal Branch River, Dennis Stream, Dungarvon River, Eel River, Forest City Stream, Grande Rivière, Green River, Hammond River, Iroquois River, Jacquet River, Jemseg River, Kedgwick River, Kennebecasis River, Keswick River, Kouchibouguac River, Lepreau River, Little River, Little Southwest Miramichi River, Madawaska River, Magaquadavic River, Meduxnekeag River, Memramcook River, Middle Branch Nashwaaksis Stream, Middle River, Miramichi River, Musquash River, Nackawic Stream, Napan River, Nashwaak River, Nepisguit River, North Branch Oromocto River, North Renous River, North River, Northwest Miramichi River, Oromocto River, Patapedia River, Petitcodiac River, Point Wolfe River, Pokemouche River, Pollett River, Quiddy River, Restigouche River, Richibucto River, Rusagonis River, St. Croix River, St. Francis River, St. John River, Salmon River, Serpentine River, Shepody River, Shogomoc Stream, Southwest Miramichi River, Tabusintac River, Tobique River, Tracadie River, Turtle Creek, Upper Salmon River, Upsalquitch River

### Fluvii și râuri dinNewfoundland și Labrador
Alexis River, Atikonak River, Bartletts River, Bay du Nord River, Churchill River, Come by Chance River, Conne River, Eagle River, East Metchin River, Exploits River, Gander River, Garnish River, Great Rattling River, Grey River, Harrys River, Highlands River, Humber River, Isle aux Morts River, Kepimits River, La Poile River, Little Barachois River, Little Mecatina River, Little Salmonier River, Lloyds River, Long Harbour River, Main River, Minipi River, Naskaupi River, Northeast Pond River, Northwest River, Notakwanon River, Peters River, Pinus River, Pinware River, Pipers Hole River, Rocky River, Romaine, St. Shotts River, Salmon Cove River, Salmon River, Salmonier River, Shoal Harbour River, South River, Southern Bay River, Terra Nova River, Torrent River, Ugjoktok River, Upper Humber River, White Bear River

### Fluvii și râuri dinTeritoriile de Nordvest
Anderson River, Arctic Red River, Baker Creek, Blackstone River, Cameron River, Camsell River, Carcajou River, Caribou Creek, Coppermine River, Flat River, Great Bear River, Hanbury River, Hans Creek, Hay River, Hornaday River, Indin River, Jean-Marie River, Keele River, La Martre River, Liard River, Lockhart River, Mackenzie River, Martin River, Peel River, Redstone River, Rengleng River, Root River, Scotty Creek, Snare River, South Nahanni River, Taltson River, Trail Valley Creek, Travaillant River, Trout River, Waldron River, Willowlake River, Yamba River, Yellowknife River

### Fluvii și râuri inNova Scoția
Abrams River, Afton River, Alder River, Annapolis River, Apple River, Aspy River, Avon River (Nova Scotia), Baddeck River, Barneys River, Barnhill River, Barrington River, Bass River, Bear River, Belliveau River, Big Caribou River, Black Avon River, Black River, Broad Cove River, Broad River, Caribou River, Chebogue River, Chezzetcook River, Chiganois River, Clam Harbour River, Clyde River, Cogmagun River, Cornwallis River, Costley River, Country Harbour River, Debert River, Dewar River, Diligent River, East Noel River, East River, Economy River, Ecum Secum River, Farrells River, Five Mile River, Five Rivers, Folly River, Fox River, French River, Garry River, Gaspereau River, Gays River, Georges River, Gold River, Goose River, Graham River, Grand Anse River, Grand River, Great Village River, Grosses Coques, Habitant River, Harrington River, Herbert River, Indian River, Ingonish River, Ingram River, Isaacs Harbour River, James River, Jordan River, Kelley River, Kennetcook River, La Planche River, La Have River, Larrys River, Liscombe River, Little Bass River, Little East River, Little Forks River, Little River, Little Sackville River, Little Salmon River, Little Shulie River, Little Tracadie River, MacCarrons River, Maccan River, MacKenzie River, Margaree River, Martins River, Medway River, Mersey River, Meteghan River, Middle River, Milford Haven River, Mira River, Missaguash River, Moose River, Moser River, Mushamush River, Musquodoboit River, Nappan River, New Harbour River, Nictaux River, Nime Mile River, Noel River, North River, Northeast Margaree River, Ohio River, Pereaux River, Petite Rivière, Pomquet River, Portapique River, Prospect River, Pugwash River, Quoddy River, Ramshead River, Rights River, River Denys, River Hebert, River John, River Philip, Roman Valley River, Roseway River, Round Bay River, Sable River, Sackville River, St. Andrews River, St. Croix River, St. Francis Harbour River, St. Marys River, Salmon River, Sand River, Shelburne River, Shubenacadie River, Shulie River, Sissiboo River, Shinimicas River, Skye River, South River, Southampton River, Southwest Margaree River, Stewiacke River, Sutherlands River, Sydney River, Tennycape River, Terence Bay River, Tidnish River, Toney River, Tracadie River, Tusket River, Vaughns River, Wallace River, Walton River, Waughs River, West Bass River, West River, Wrights River

### Fluvii și râuri dinNunavut
Armark River, Arrowsmith River, Asiak River, Aua River, Aukpar River, Back River, Baillie River, Barrow River, Bloody River, Boas River, Borden River, Bullen River, Burnside River, Cleveland River, Coppermine River, Counsel River, Croker River, Curtis River, Dease River, Diana River, Dubawnt River, Ellice River, Fairy Lake River, Ford River, Freshwater Creek, Gifford River, Gordon River, Hantzsch River, Harding River, Harnady River, Hayes River, Hone River, Hood River, Isortog River, Isurtuq River, James River, Jungersen River, Kagloryuak River, Kaleet River, Kazan River, Kellett River, Kendall River, Koukdjuak River, Kunuak River, Lorillard River, Mara River, McConnell River, McKeond River, McNaughton River, Murchison River, Nanook River, Perry River, Quoich River, Rae River, Richardson River, Roscoe River, Rowley River, Simpson River, Snowbank River, Soper River, Sutton River, Sylvia Grinnell River, Tammarvi River, Tha-anne River, Thelon River, Thlewiaza River, Tree River, Western River, Wilson River

### Fluvii și râuri dinOntario
Agawa River, Agnes River, Albany River, Alder Creek, Amable du Fond River, Arrow River, Asheweig River, Atikokan River, Attawapiskat River, Aubinadong River, Ausable River, Aux Sables River,
Avon River, Baldhead River, Bar River, Barron River, Batchawana River, Bayfield River, Bear Creek, Beaudette, Beaver Creek, Beaver River, Beaverton River, Beeton Creek, Berens River, Big Carp River, Big Creek, Big Otter Creek, Bighead River, Black Creek, Black River, Black Duck River, Black Sturgeon River, Blackwater River, Blanche River, Blind River, Bloodvein River, Bonnechere River, Boyne River, Bronte Creek, Brunswick River, Buck River, Buckshot Creek, Buells Creek, Burnley Creek, Burnt River, Canard River, Carp River, Carrick Creek, Castor River, Cat River, Cataraqui River, Catfish Creek, Cedar Creek, Cedar River, Centreville Creek, Chalk River, Chapleau River, Cheepash River, Chippewa Creek, Chukuni River, Clare River, Clyde River, Cold Creek, Coldwater River, Collins Creek, Commanda Creek, Conestoga River, Coniston Creek, Credit River, Crowe River, Current River, Detroit River, Dingman Creek, Dodd Creek, Don River, Duffins Creek, East Humber River, East Oakville Creek, East River, Emerson Creek, English River, Etobicoke Creek, Fall River, Fawn River, Fire River, Forks River, Fourteen Mile Creek, Frederick House River, French River, Gananoque River, Ganaraska River, Garden River, Gargantua River, Goulais River, Grand River, Grindstone Creek, Gull River, Harmony Creek, Harricanaw River, Hay River, Highland Creek, Hog Creek, Holland River, Hollow River, Hopkins Creek, Horner Creek, Humber River, Hunsburger Creek, Indian River, Innisfil Creek, Ivanhoe River, Jackson Creek, Jeanettes Creek, Jersey Creek, Jock River, Junction Creek, Kagawong River, Kaministiquia River, Kapuskasing River, Kattawagami River, Kemptville Creek, Kenogami River, Kettle Creek, Kopka River, Kwataboahegan River, La Vase River, Lady Evelyn River, Laurel Creek, Layton River, Little Maitland River, Little Pic River, Little River, Little Rouge River, Little White River, Long-Legged River, Lynde Creek, Lynn River, Mad River, Madawaska River, Magnetawan River, Magpie River, Maitland River, Manitou River, Maskinonge River, Matawitchewan River, Mattagami River, Mattawa River, McGregor Creek, McIntyre River, McKellar River, McKenzie Creek, McVicar Creek, Medway River, Michipicoten River, Middle Maitland River, Middle Thames River, Millhaven Creek, Mimico Creek, Mindemoya River, Minsinakwa River, Missinaibi River, Mission River, Mississagi River, Mississippi River, Moira River, Montreal River, Moon River, Moose Creek, Moose River, Mountjoy River, Muskoka River, Musquash River, Nagagami River, Nanticoke Creek, Napanee River, Nat River, Neebing River, Niagara River, Nine Mile River, Nipigon River, Nipissing River, Nith River, Nonquon River, Norberg Creek, North French River, North Magnetawan River, North Penetangore River, North River, North Thames River, North West Ganaraska River, Nottawasaga River, Oakville Creek, Ogoki River, Old Woman River, Ombabika River, Onaping River, Opasatika River, Opeongo River, Oshawa Creek, Oswego Creek, Otonabee River, Ottawa, Oxbow Creek, Oxtongue River, Pagwachuan River, Parkhill Creek, Penetangore River, Perch Creek, Petawawa River, Pic River, Pickerel River, Pigeon River, Pine River, Pineimuta River, Pipestone River, Pivabiska River, Pottawatomi River, Pottersburg Creek, Pretty River, Proctors Creek, Pukaskwa River, Rainbow Creek, Rainy River, Raisin River, Rankin River, Rawdon Creek, Red Hill Creek, Remi River, Restoule River, Reynolds Creek, Rideau River, Rigaud River, Robinson Creek, Root River, Roseberry River, Rouge River, Ruscom River, Sachigo River, Sankt-Lorenz-Strom, St. Marys River, Salmon River, Sand River, Sauble River, Saugeen River, Schomberg River, Scugog River, Seine River, Seguin River, Serpent River, Severn River, Shamattawa River, Shebandowan River, Sixteen Mile Creek, Skootamatta River, South River, South Maitland River, South Nation River, South Parkhill Creek, South Raisin River, South Saugeen River, Soweska River, Spanish River, Speed River, Spencer Creek, Spey River, Steel River, Stokes River, Stoney Creek, Sturgeon River, Sydenham River, Talbot River, Tatachikapika River, Tay River, Taylor Creek, Teeswater River, Thames River, Trent River, Trout Creek, Turkey Creek, Turtle River, Twenty Mile Creek, Usiske River, Vermilion River, Wabigoon River, Wanapitei River, Wapesi River, Waubuno Creek, Welland River, West Humber River, White River, Whitefish River, Whitemans Creek, Whitesand River, Whitson River, Wilket Creek, Wilmot Creek, Wilton Creek, Winisk River, Winnipeg River, Wolf River, Wye River, York River

### Fluvii și râuri dinPrince Edward Island
Bear River, Dunk River, West River, Wilmot River, Winter River

### Fluvii și râuri dinQuébec
Aguanus, Arnaud, Ashuapmushuan, Aulnaies, Aux Feuilles, Aux Mélèzes, Aux Outardes, Baleine, Betsiamites, Caniapiscau, Rivière au Castor, Coulonge, Delay, Dumoine, Eastmain, Sankt-Lorenz-Strom, Gatineau, George, Grande Baleine, Gué, Harricana, Kanaaupscow, Kipawa, Koksoak, La Grande Rivière, Lièvre, Magpie, Manicouagan, Manouane, Matapédia, Métabetchouan, Mille Îles, Mistassini, Moisie, Mouchalagane, Nabisipi, Natashquan, Naustapocca, Nottaway, Olomane, Opinaca, Outaouais, Ouiatchouane, Patapédia, Péribonka, Mécatina, Petite Baleine, Prairies, Restigouche, Richelieu, Romaine, Rupert, Saint-Augustin, Saint-Jean, Saint-Maurice, Saint-Paul, Sainte-Marguerite, Saguenay, Sakami, Sérigny, Témiscamie, Trenche River, Turgeon River, Vermillon, Wheeler River

### Fluvii și râuri dinSaskatchewan
Antelope Creek, Antler River, Assiniboine River, Bare Creek (Kanada), Battle Creek, Bear Creek, Belanger Creek, Birch Creek, Boggy Creek, Boxelder Creek, Brightwater Creek, Canoe River, Carrot River, Churchill River, Cooke Creek, Cottonwood Creek, Cutarm Creek, Denniel Creek, Dillon River, Dore River, Douglas River, Fond du Lac River, Frenchman River, Geikie River, Gibson Creek, Haultain River, Inverness Creek, Ironspring Creek, Jewel Creek, Jumping Deer Creek, Lanigan Creek, Lightning Creek, Lilian River, Lodge Creek, Long Creek, Lyons Creek, Macfarlane River, Magnusson Creek, McDonald Creek, Middle Creek, Moose Jaw River, Moose Mountain Creek, Moseley Creek, Mosquito Creek, North Saskatchewan River, Notukeu Creek, Pheasant Creek, Pipestone Creek, Quappelle River, Quill Creek, Red Deer River, Reindeer River, Ridge Creek, Romance Creek, Roughbark Creek, Rushlake Creek, Saline Creek, Saskatchewan River, Shepherd Creek, Short Creek, Smith Creek, Souris River, South Saskatchewan River, Stony Creek, Swift Current Creek, Wascana Creek, Waterfound River, Wathaman River, Wheeler River, White Gull Creek, Whitesand River, Wood River, Yorkton Creek

### Fluvii și râuri dinYukon
Aishihik River, Alsek River, Beaver River, Big Creek, Black River, Dezadeash River, Firth River, Giltana Creek, Râul Klondike, Liard River, Nisling River, Old Crow River, Pelly River, Porcupine River, Stewart River, Tatshenshini River, Yukon